# Ocyllus
Ocyllus är ett släkte av spindlar. Ocyllus ingår i familjen krabbspindlar.
Kladogram enligt Catalogue of Life:
| Ocyllus | \| \| Ocyllus binotatus \| \| \| \| \| \| Ocyllus pallens \| \| \| \| |
|         | \| \| Ocyllus binotatus \| \| \| \| \| \| Ocyllus pallens \| \| \| \| |
|         | Ocyllus binotatus                                                     |
|         |                                                                       |
|         | Ocyllus pallens                                                       |
|         |                                                                       |